# Britt Assombalonga
Britt Curtis Assombalonga (* 6. Dezember 1992 in Kinshasa) ist ein kongolesischer Fußballspieler, der seit August 2023 bei Antalyaspor unter Vertrag steht.

## Karriere
Der in London aufgewachsene Britt Assombalonga debütierte am 17. März 2012 für den FC Watford bei einem 0:0 gegen Coventry City. Bis zum Saisonende der Football League Championship 2011/12 bestritt er insgesamt vier Ligaspiele, blieb jedoch ohne Torerfolg.
Im August 2012 wechselte der 19-jährige Assombalonga auf Leihbasis zum Viertligisten Southend United. Nach einem guten Einstand und vier Toren in sechs Spielen, verlängerte Southend die Ausleihe bis Anfang Januar 2014 ehe im Dezember 2013 die Erweiterung bis zum Saisonende erfolgte. Mit fünfzehn Ligatreffern zeichnete sich der Nachwuchsstürmer als bester Torschütze des Tabellenelften aus.
Am 31. Juli 2013 gab der Drittligist Peterborough United für die vereinsinterne Rekordablöse von 1,1 Millionen Pfund die Verpflichtung von Assombalonga bekannt. Der mit einem Vierjahresvertrag ausgestattete Angreifer erzielte für seinen neuen Verein 23 Ligatreffer in der Football League One 2013/14 und wurde damit hinter Sam Baldock (24 Treffer) von Bristol City zweitbester Torschütze der Liga. Peterborough zog als Tabellensechster in die Play-offs ein, scheiterte jedoch vorzeitig an Leyton Orient. Bereits vor Saisonende hatte Assombalonga mit United den Gewinn der Football League Trophy feiern können. Beim 3:1-Finalerfolg über den FC Chesterfield erzielte er in der 78. Minute per Elfmeter den Endstand.
Am 6. August 2014 wechselte Assombalonga für eine Ablösesumme von ca. 5,5 Millionen Pfund zum Zweitligisten Nottingham Forest. In der Football League Championship 2014/15 konnte er die an ihn gestellten hohen Erwartungen erfüllen und fünfzehn Treffer erzielen, ehe er sich am 11. Februar 2015 beim 3:0-Heimsieg über Wigan Athletic schwer am Knie verletzte. Die Verletzung führte dazu, dass er ungefähr zwölf Monate pausieren musste. Aufgrund der Verletzung bestritt er 2015/16 nur vier Ligaspiele (ein Treffer). In der EFL Championship 2016/17 blieb Forest weit hinter den Erwartungen zurück und sicherte sich nur denkbar knapp den Klassenerhalt in der zweiten Liga.
Im Juni 2017 wechselte Britt Assombalonga für eine Ablösesumme von 15 Millionen Pfund zum FC Middlesbrough. Mit seinem neuen Team beendete er die EFL Championship 2017/18 als Tabellenfünfter und scheiterte in den anschließenden Play-offs im Halbfinale mit 0:1 und 0:0 an Aston Villa. Im nächsten Jahr verpasste Middlesbrough als Siebenter knapp den erneuten Play-off-Einzug. Assombalonga erzielte vierzehn Ligatreffer nach fünfzehn Toren in der Vorsaison. Die EFL Championship 2019/20 verlief für den Verein enttäuschend mit einer Platzierung im unteren Tabellendrittel.
Assombalonga wechselte im Sommer 2021 zum türkischen Erstliga-Aufsteiger Adana Demirspor.
Im Januar 2023 kehrte Assombalonga nach zehn Jahren zu seinem früheren Verein FC Watford zurück. Bereits nach einem halben Jahr war die Rückkehr wieder beendet und er wechselte zu Antalyaspor.
Zum Saisonbeginn 2024/2025 wechselte er zum Zweitliga-Aufsteiger Amed Spor, den er jedoch während der laufenden Saison im Februar 2025 wieder verließ.